# Zelin Crnoluški
Zelin Crnoluški est une localité de Croatie située dans la municipalité de Delnice, dans le comitat de Primorje-Gorski Kotar. En 2001, la localité ne comptait aucun habitants.

## Démographie
| 1948 | 1953 | 1961 | 1971 | 1981 | 1991 | 2001 |
| ---- | ---- | ---- | ---- | ---- | ---- | ---- |
| 39   | 30   | 17   | 19   | 10   | 6    | 0    |